# Roi de trèfle
Le roi de trèfle est une carte à jouer.

## Caractéristiques
Le roi de trèfle fait partie des jeux de cartes utilisant les enseignes françaises. En France, on le retrouve dans les jeux de 32 cartes, de 52 cartes et de tarot. Un roi et un trèfle, il s'agit d'une figure.
De façon générale, le roi de trèfle est la plus forte carte des trèfles ou suit immédiatement l'as de trèfle ; à la belote, au pinochle (en), au soixante-six et autres jeux du même genre, l'as et le dix de trèfle (ainsi que le valet et le neuf dans la couleur d'atout à la belote), sont plus forts que le roi. La carte précède la dame de trèfle dans les jeux aux enseignes françaises, l'Ober de trèfle dans les jeux aux enseignes allemandes.
Dans les variétés régionales de jeux de cartes, l'équivalent du roi de trèfle est le roi de bâton (enseignes latines) ou de gland (enseignes allemandes et suisses, Eichelnkönig).

## Représentations
Comme les autres figures, le roi de trèfle représente un personnage, typiquement un homme en costume associé à l'Europe des XVIe et XVIIe siècles et portant barbe, moustache et couronne. Les représentations régionales du roi de trèfle, si elles sont relativement similaires, diffèrent néanmoins significativement sur les détails.
Dans les cartes vendues en France, le roi de trèfle est un homme à la barbe et aux cheveux blancs descendant sur la nuque. Son visage est légèrement tourné vers la droite de la carte. Ses habits sont rouges, noirs, bleus et or. Il tient un sceptre dans sa main droite ; un écu est visible juste en dessous. Les figures des cartes françaises sont à portrait double, symétriques par rapport à la diagonale, et le roi de trèfle suit cette représentation. 
Dans les cartes anglaises, souvent utilisées au poker, le visage du roi de trèfle est tourné vers la gauche. Ses habits sont rouges, jaunes et noirs. Il tient une épée verticalement dans sa main gauche ; un orbe placé juste à côté semble flotter en l'air.
Les cartes allemandes utilisant les enseignes françaises représentent le roi le visage très légèrement tourné vers la droite de la carte ; sa main gauche tient verticalement un sceptre.
Les cartes italiennes faisant usage des enseignes françaises représentent le roi de trèfle de diverses façons. Dans les jeux génois et piémontais, il ressemble fortement au portrait français. Le jeu lombard le représente le visage légèrement tourné vers la gauche et un peu penché, tenant un sceptre dans sa main gauche. En Toscane, il est représenté en pied avec un habit blanc et or ; il ne tient rien dans ses mains ; il ne porte pas de barbe.
Si la variante indique la valeur des cartes dans les coins, celle du roi de trèfle est reprise en rouge par l'initiale du mot dans la langue correspondante (« R » pour « roi » en français, « K » pour König en allemand et « king » en anglais, « К » pour « Король » en russe, etc.).
De façon unique, chacune des figures des cartes françaises portent un nom, inscrit dans un coin, dont l'origine et la signification sont incertaines,. Le roi de trèfle est appelé « Alexandre », possible référence à Alexandre le Grand (comme pour les trois autres rois, une iconographie qui pourrait être issue du thème des Neuf Preux). L'iconographie correspond toutefois plus à un roi du Moyen Âge qu'à un empereur macédonien de l'antiquité grecque.

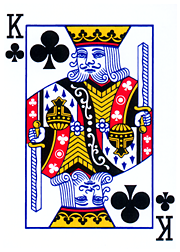
Roi de trèfle, portrait anglais, jeu de poker.
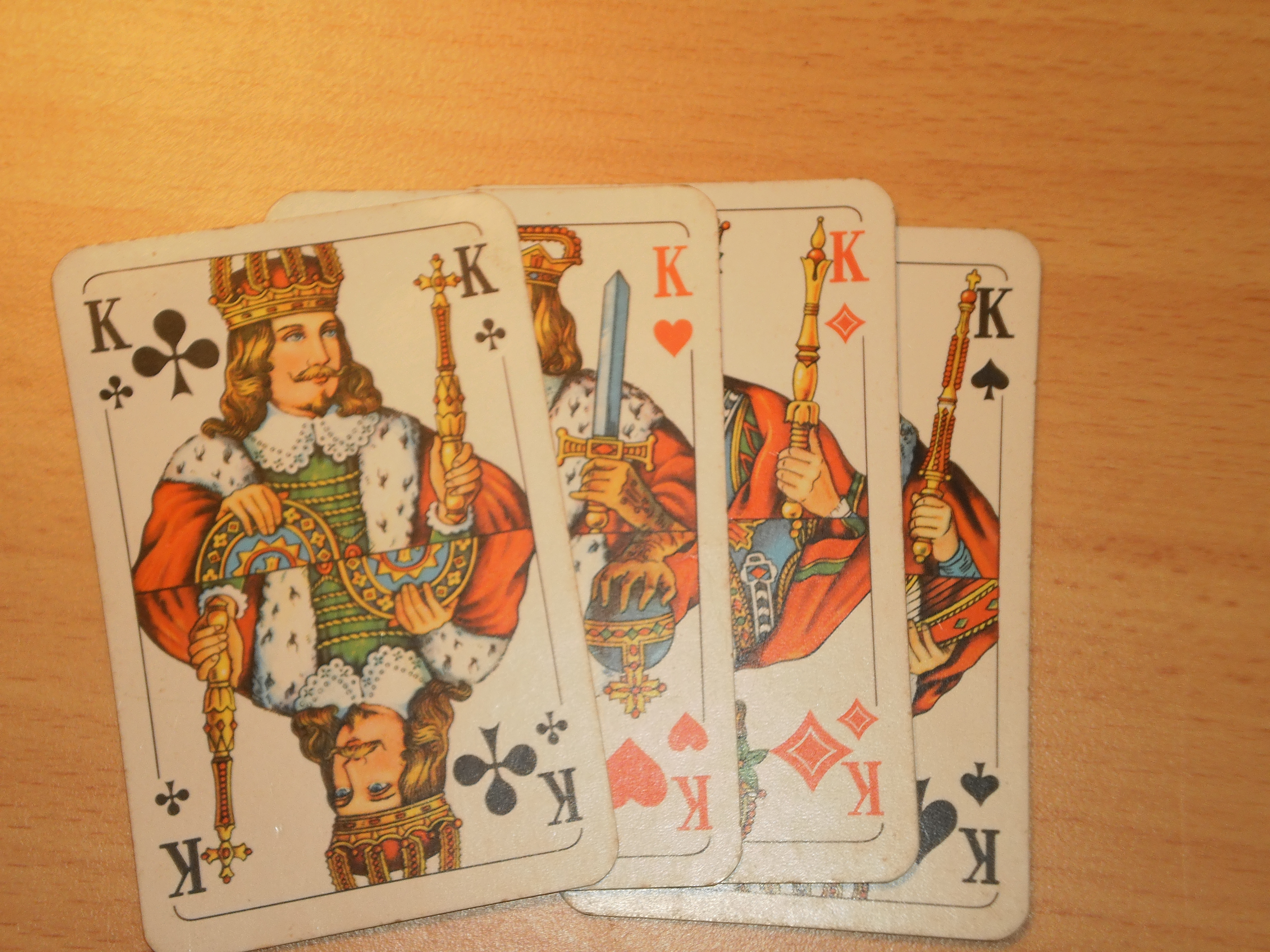
Quatre rois, portrait allemand, jeu de Skat.

## Historique
Les premières cartes à jouer éditées en Europe ne comportent aucune des enseignes rencontrées dans les jeux français contemporains. Les enseignes latines (bâtons, deniers, épées et coupes) sont probablement adaptées des jeux de cartes provenant du monde musulman,. Les enseignes françaises sont introduites par les cartiers français à la fin du XVe siècle, probablement par adaptation des enseignes germaniques (glands, grelots, feuilles et cœurs). Les enseignes françaises procèdent d'une simplification des enseignes précédentes, permettant une reproduction plus aisée (et donc un moindre coût de fabrication). L'enseigne de trèfle semble trouver son origine dans celle de gland des enseignes germaniques, débarrassée de ses détails et fortement stylisée. Le passage du bâton des enseignes latines au gland des enseignes germaniques pourrait quant à lui provenir d'une altération de la pointe de ces premières.
Les figures des premiers jeux de cartes européens sont le roi, le cavalier et le valet ou fantassin (« fante » en italien). Si ces deux dernières figures diffèrent suivant les variétés régionales, le roi est généralement conservé.
En France, sous la Terreur (1793-1794), les rois sont remplacées par des génies. La carte correspondant au roi de trèfle personnifie ainsi la paix.

## Informatique
Le roi de trèfle fait l'objet d'un codage spécial dans le standard Unicode : U+1F0DE, « 🃞 » (cartes à jouer) ; ce caractère sert également pour le roi de bâton.